# Aosta - Becca di Nona

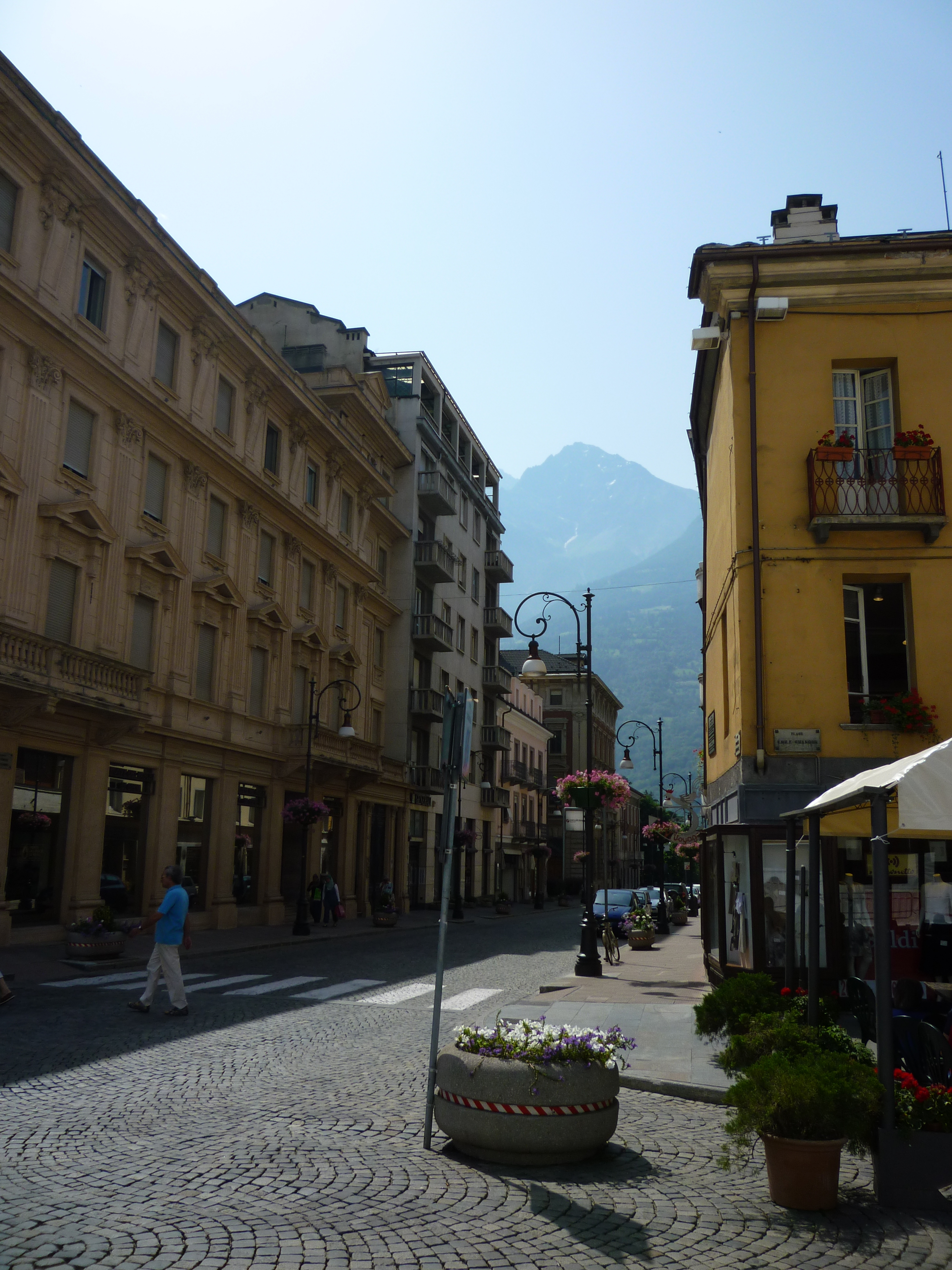
Viale Conseil des Commis (rettilineo di partenza), e sullo sfondo la Becca di Nona, visti dal centro di piazza Émile Chanoux.

La Aosta - Becca di Nona è una corsa podistica di vertical running, nata a seguito della Becca di Nona Skyrace nel 2016. Si svolge nei comuni di valdostani di Aosta e Charvensod, nel mese di luglio e ha cadenza biennale.
L'ultima edizione disputata è del 2018. L'edizione 2020 in programma il 19 luglio 2020 è stata rinviata al 2021 per via dell'epidemia da Coronavirus.

## Le Gare

### Aosta - Becca di Nona
Il tracciato si sviluppa sui comuni di Aosta e Charvensod. La partenza è situata in piazza Émile Chanoux, nel centro di Aosta. I primi 1000 m sono pianeggianti, ma dopo la rotonda del Pont-Suaz, inizia la salita, che in poche centinaia di metri porta gli atleti al capoluogo di Charvensod (750 m). Oltrepassato l’abitato, lascia definitivamente l’asfalto per imboccare i ripidi sentieri che attraversando il bosco, raggiungendo gli alpeggi di Bondine, Champex e Ponteille. Giunti nel vallone di Comboé (2100 m), si svolta a sinistra abbandonando la foresta per gli ultimi 1000 m di dislivello che conducono alla cima della Becca di Nona (3142 m).

### Aosta - Comboé
Il tracciato percorre i primi 9 km della Becca di Nona Skyrace. Il traguardo è situato nel vallone di Comboé (2100 m). 

### La montée des gourmands
Dal francese "la salita dei golosi", è una camminata con partenza da piazza Émile Chanoux (mt. 525) e arrivo nel vallone di Comboé (mt. 2110).
Ogni circa 300 metri di dislivello, sono previste delle tappe in punti gastronomici con degustazione prodotti tipici della Valle d’Aosta e gruppi folkloristici valdostani. 

## Albo d'oro

### Maschile
| Anno | Vincitore      | Tempo    |  | Secondo                | Tempo    |  | Terzo        | Tempo    |
| ---- | -------------- | -------- |  | ---------------------- | -------- |  | ------------ | -------- |
| 2016 | Massimo Farcoz | 1h54’26” |  | Jean-François Philipot | 1h59’22” |  | Nadir Maguet | 2h01’02” |
| 2018 | Nadir Maguet   | 1h50’58” |  | Massimo Farcoz         | 1h57’51” |  | Fabio Pasini | 1h59’54” |

### Femminile
| Anno | Vincitrice      | Tempo    |  | Seconda         | Tempo    |  | Terza               | Tempo    |
| ---- | --------------- | -------- |  | --------------- | -------- |  | ------------------- | -------- |
| 2016 | Chiara Giovando | 2h27’42” |  | Christiane Nex  | 2h28’39” |  | Corinne Favre       | 2h29’35” |
| 2018 | Maya Chollet    | 2h22’30” |  | Chiara Giovando | 2h25’18” |  | Katarzyna Kuzminska | 2h27’07” |